# Franz Adam Beyerlein

Franz Adam Beyerlein

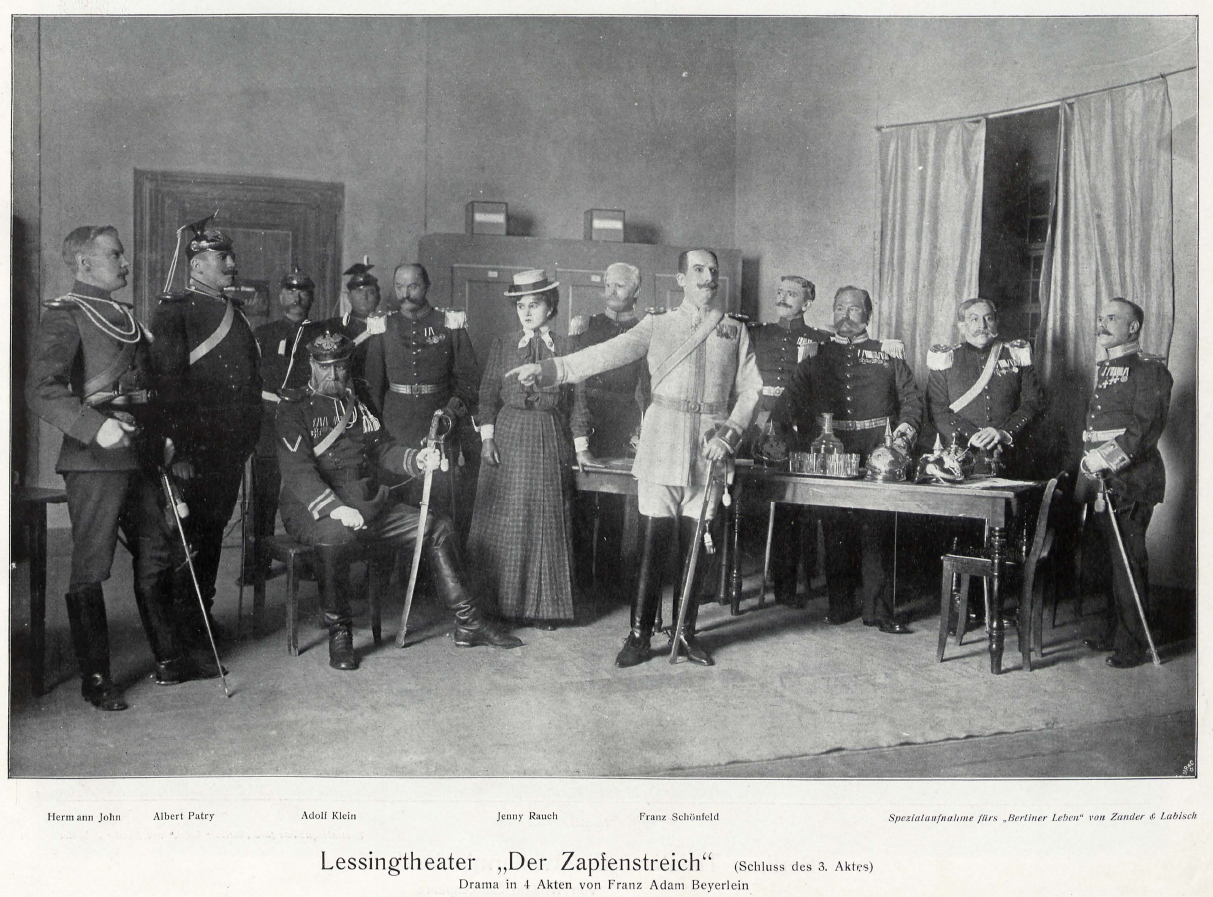
Szenenbild aus dem Drama "Der Zapfenstreich" von Franz Adam Beyerlein aus einer Aufführung des Berliner Lessing-Theaters, 1903. Foto von Zander & Labisch.

Franz Adam Beyerlein (* 22. März 1871 in Meißen; † 27. Februar 1949 in Leipzig) war ein deutscher Jurist und Schriftsteller. Nach einigen vor 1914 veröffentlichten vielbeachteten Prosawerken mit antimilitaristischer Tendenz war er gleichwohl auch während der Zeit des Nationalsozialismus mit etlichen Romanen oder Novellen erfolgreich, darunter einer „Feldpostausgabe“. In Beyerleins Geburtsstadt Meißen ist der Franz-Adam-Beyerlein-Platz nach ihm benannt.

## Leben und Wirkung
Beyerlein studierte an den Universitäten Freiburg i. Br. und Leipzig Rechts- und Staatswissenschaften und Geschichte. Er ließ sich anschließend auf Dauer in Leipzig nieder, wo er 1895 mit Gesinnungsgenossen die Literarische Gesellschaft gründete. Auch sein Nachlass findet sich im Leipziger Staatsarchiv.
Beyerleins Roman Jena oder Sedan? von 1903 und sein zeitgleich entstandenes Drama Zapfenstreich zählen zu den publikumswirksamsten deutschsprachigen Werken vor dem Ersten Weltkrieg. Das Drama wurde auch verfilmt. Beyerlein habe vor allem durch „eine grelle Schilderung des Offizierslebens“ Aufsehen erregt, heißt es in einem zeitgenössischen Nachschlagewerk. Im Roman entwirft Beyerlein aus der kontrastierenden Sicht eines gemeinen Soldaten und eines Berufsoffiziers ein kritisches Bild des wilhelminischen Heeres nach der Jahrhundertwende. Die Missstände werden mit einer am Naturalismus geschulten Unverblümtheit angeprangert, wobei sich Beyerleins Kritik vor allem gegen das preußische Junkertum richtet. Auch das von Günther Albrecht u. a. herausgegebene Lexikon deutschsprachiger Schriftsteller aus der DDR bestätigt den „überaus großen Erfolg“ beider Werke. Die antimilitaristische Tendenz vermische sich mit effektvollen unterhaltsamen Zügen.
Spätere Werke Beyerleins (die geringeres Echo erzielt hätten) ließen freilich eine „bedenkenlose, sich nach 'oben' orientierende Anpassung“ erkennen. Als Beispiele erwähnt das Lexikon die Erzählungen aus dem Ersten Weltkrieg O Deutschland heilges Vaterland! (1915), das dreibändige Werk über Friedrich den Großen (1922 bis 1924) und die „deutsche Chronik“ Land will leben von 1933. In dieses Bild fügt sich Beyerleins um 1914 verfasstes „deutsches Soldatenlied“ Der Franzmann reißt das Maul weit auf, das sich nach Angaben zweier Webseiten mindestens in Liedersammlungen von 1914 und 1926 findet. Die zuletzt angeführte Webseite präsentiert den Liedtext.
In Leipzig war Beyerlein Mitglied des Vereins Die Leoniden.
Ein Nachlass von Beyerlein befindet sich als Bestand 21783 Nachlass Franz Adam Beyerlein im Sächsischen Staatsarchiv, Staatsarchiv Leipzig. Er enthält u. a. Manuskripte und Tagebücher Beyerleins.

## Werke

### Prosa
- Das graue Leben. Ein Beitrag zur Psychologie des vierten Standes, Roman, 1902.
- Jena oder Sedan?, Roman, Berlin : Vita 1903 Stanford
- Die Lüge des Frühlings, Novelle, Berlin 1905.
- Ein Winterlager, Roman, 
  - Berlin : Vita 1906 Harvard
  - auch Berlin : Ullstein 1914 Princeton, Berlin 1927, Berlin 1966.
- Similde Hegewalt, Roman, 1911, auch Berlin 1929 und 1932.
- Stirb und werde, 1911, auch Leipzig 1938 als Der Pendel des Lebens.
- Das Jahr des Erwachens, Erzählungen, Berlin : Vita 1913 U California
- Ich hatt' einen Kameraden. Eine ergreifende Episode aus dem Soldatenleben und andere spannende Geschichten aus dem Kameradschaftsleben der Jugend, Jugendbuch, Langensalza 1914.
- O Deutschland heilges Vaterland! Erzählungen aus dem Weltkrieg, Heilbronn 1915.
- Der Philister, Leipzig : Dürr & Weber 1920 Princeton
- Sechs fröhliche Legenden, J. J. Weber, Leipzig 1922 und 1935 (Weberschiffchen-Bücherei 8)
- Sant'Agata in Subura. Eine Legende, 1922.
- Wetterleuchten im Herbst und zwei andere Novellen, Leipzig 1922.
- Friedrich der Große, drei Bände, Leipzig 1922–1924.
- Der Siebenschläfer, Erzählung, Leipzig : Sächsische Verlagsgesellschaft 1924 Illinois
- Der Kürassier von Gutenzell, Leipzig 1925 und 1941.
- Kain und Abel. Das deutsche Schicksal, Roman, 1926.
- Der Brückenkopf : ein Roman aus Ostpreussen, Roman, Berlin : August Scher 1927 Kujawische digitale Bibliothek
- Das galante Mädchen, Novelle, Leipzig 1931.
- Land will leben. Eine deutsche Chronik, Burg 1933, auch Leipzig 1942.
- Don Juans Überwindung. Ende gut – alles gut, Zwei Novellen, Bielefeld 1938, auch Bielefeld 1942 und 1944 als „Feldpostausgaben.“
- Die Haselnuß, Roman, Leipzig 1941.
- Johanna Rosina, Roman eines Sommers, Leipzig 1942.

### Dramen
- Das Siegesfest, 1895.
- Zapfenstreich, 1903.
- Der Großknecht, 1905.
- Das Wunder des heiligen Terenz, Lustspiel, 1911.
- Frauen, 1912.
- Besuch, 1919.
- Frau Marquise, Komödie, 1926.
- Der weiße Pfau, Opernlibretto, 1927 (Musik von Arthur Piechler)
- Die Richterin, Opernlibretto, 1929 (Musik von Hermann Grabner)
- Sommer in Tirol, Lustspiel, 1933

### Sonstige Schriften
- Die Litterarische Gesellschaft in Leipzig, Leipzig 1923.
- Die Leipziger Neunundneunzig. Zum 25jährigen Bestehen des Leipziger Bibliophilen Abends, Leipzig 1929.
- Die Treffstunde. Ein Buch vom Leipziger Schrifttum, 1931.
- 100 Jahre C. C. Kurtz, Meißen 1934.